# Равнотежа
Равнотежа је стање мировања тела. У општем смислу, равнотежа подразумева баланс тела, односно способност тела да се задржи у стању мировања или кретања. За тело кажемо да је у равнотежи ако оно не мења свој положај у односу на референтно тело, тј. не креће се у односу на њега. Равнотежа се јавља у различитим системима, у складу са чим постоје и различити типови равнотеже. Једни од најраспрострањенијих типова равнотеже су: механичка равнотежа, термодинамичка равнотежа, топлотна равнотежа и хидростатичка равнотежа.

## Механичка равнотежа
Механичка равнотежа обухвата статичку и динамичку равнотежу.
Статичка равнотежа подразумева равнотежу тела у стању мировања. Услов статичке равнотеже је: Да би се тело налазило у стању мировања, оно не сме да врши транслаторно или ротационо кретање. Тело не може да се креће транслаторно ако је збир свих сила које делују на њега, једнак нули, међутим, тело тада може да врши ротационо кретање. Да би тело било у стању равнотеже, потребно је да збир свих сила и момената сила које делују на њега, буде једнак нули. 
Динамичка равнотежа подразумева равнотежу тела у стању кретања. Да би се тело налазило у стању динамичке равнотеже, потребно је да збир свих сила које делују у појединим, материјалним тачкама тог тела, буде једнак нули. Принцип динамичке равнотеже је другачија формулација Даламберовог принципа. Тако да за динамичку равнотежу важи и: За време кретања материјалне тачке, сила инерције је у равнотежи са свим силама које делују на материјалну тачку. Односно у систему материјалних тачака, који је у кретању, и силе инерције образују систем сила који је у равнотежи. Улога и значај Даламберовог принципа је велика, јер омогућава да се динамички проблеми решавају статичким методама. 
Основна особина механичке равнотеже је стабилност. Постоји стабилна, лабилна (нестабилна) и индиферентна равнотежа. Тело се налази у стању стабилне равнотеже када се налази у таквим околностима да када се макар мало изведе из равнотежног положаја, показује спонтану тенденцију да се врати у првобитни равнотежни положај. Нестабилну или лабилну равнотежу имају тела код којих се при малом померању јавља тенденција да се још више удаље од првобитног равнотежног положаја и онда се крећу све док не нађу нови равнотежни положај. Индиферентна равнотежа је гранични случај стабилне и лабилне равнотеже, где тело не показује тенденцију повратка у првобитни равнотежни положај, већ остаје у новом положају.

## Термодинамичка равнотежа
Термодинамика је област физике која се бави процесима у макроскопским физичким системима који су ограничени бројем честица при чему је све што се налази ван тог система околина. Термодинамичке системе карактеришу термодинамички параметри: притисак, запремина, густина и температура.
Систем се налази у стању термодинамичке равнотеже када су у било којој тачки система параметри непроменљиви у току времена. 
Време које протекне између нарушавања термодинамичке равнотеже и поновног враћања у равнотежни положај, назива се време релаксације, а тај процес се назива релаксација.
У случају да је процес довољно брз тако да систем не успе да изврши процес релаксације, дати процес ће имати нестатички карактер, док у супротном настају квазистатични процеси. Квазистатични процеси су процеси чија је брзина веома мала, мања од брзине релаксације, при чему систем пролази кроз низ стања која су налик равнотежи.

## Топлотна равнотежа
Свако тело има особину која се назива температура. То је основна термодинамичка величина која квантитативно одређује унутрашњу топлоту. Топлота је део унутрашње енергије који се преноси са једног на друго тело. Да би дошло до преноса топлоте, два или више тела морају да буду у топлотном контакту. Тела су у топлотном контакту када може да дође до преноса енергије или топлоте са једног на друго тело, уколико између њих постоји разлика у температури. Оног тренутка када се јави температурна разлика, топлота почиње да тече из система са вишом ка систему са нижом температуром све док се не достигне топлотна равнотежа.
Топлотна равнотежа настаје када два тела или више тела у топлотном контакту престану да размењују топлоту. Односно, када су два тела у топлотној равнотежи, то значи да су њихове температуре једнаке.

## Хидростатичка равнотежа
Хидростатичка равнотежа настаје када се спољашњи гравитациони притисак изједначи са унутрашњим притиском датог тела. Хидростатички притисак се односи на равнотежу флуида.
Типичан пример хидростатичке равнотеже је пливање тела. При пливању, на део тела који је потопљен у неку течност, делује сила потиска. Када тело мирно плива, његова тежина и сила потиска се потиру као две супротне силе. При том равнотежном положају, тежиште тела које плива и нападна тачка силе потиска су на истој вертикали. Ако се тело изведе из тог положаја, образује се спрег сила, који се састоји од нападне тачке силе потиска и тежине тела, које ће сада бити паралелне и истог интензитета. Спрег ће тежити да обрне тело тако да тежиште тела и нападна тачка силе потиска буду у истој тачки.
Тело се може наћи у различитим врстама равнотежа, што ће зависити од положаја нападне тачке потиска и тежишта тела које плива. Равнотежа тела које плива биће стабилна ако се његово тежиште налази испод тачке где се пресецају оса ротације тела и правац силе потиска (метацентар). Ако је тежиште изнад метацентра, равнотежа ће бити лабилна, а ако се метацентар и тежиште поклапају, равнотежа ће бити индиферентна.